# Marina Vlady
Marina Vlady est une actrice, chanteuse et écrivaine franco-russe, née le 10 mai 1938 à Clichy (Seine).
D'abord petit rat à l'Opéra de Paris, elle se tourne rapidement vers le cinéma, obtenant son premier rôle à l'âge de 10 ans dans Orage d'été de Jean Gehret, sorti en 1949. Cinq ans plus tard, en 1954, André Cayatte la fait tourner dans Avant le déluge, pour lequel elle obtient le prix Suzanne-Bianchetti. Elle travaille également avec Giuseppe De Santis dans Jours d'amour (1954).
Sous la direction de Robert Hossein, qu'elle épouse en 1955 à 17 ans, elle joue dans quatre films : Les salauds vont en enfer (1955) et Pardonnez nos offenses (1956), Toi, le venin (1958) et La Nuit des espions (1959). Elle travaille également avec André Michel dans La Sorcière (1956), Georges Lampin dans Crime et Châtiment (1956) et Luciano Emmer dans La Fille dans la vitrine (1961).
Avec Jean Delannoy, elle interprète le rôle-titre de La Princesse de Clèves (1961). L'actrice reçoit plusieurs distinctions, notamment le prix d'interprétation du Festival de Cannes pour son rôle dans Le Lit conjugal de Marco Ferreri (1963). Elle oscille par la suite entre productions commerciales et films d'auteur (Que la fête commence...)
En complément de sa carrière d'actrice, Marina Vlady a mené une carrière de chanteuse, avec cinq albums, et a publié treize livres. Dans les années 1970, elle est l'épouse du chanteur russe Vladimir Vyssotski (1938-1980), après la mort duquel elle écrit Vladimir ou le Vol arrêté (1987).

## Biographie

### Origines familiales et formation
Marina Vlady naît sous le nom d'état-civil de « Catherine Marina de Poliakoff » le 10 mai 1938 à Clichy, dans la proche banlieue nord-ouest de Paris. Ses parents sont des émigrés russes : son père Vladimir de Poliakoff est chanteur d'opéra, il est arrivé en France en 1915 et a participé à la Grande Guerre ; sa mère Militza Envald est danseuse étoile et est arrivée en 1919 après la révolution russe.
De leur mariage, sont nées quatre filles, qui se sont ensuite tournées vers des métiers artistiques, et qui ont été surnommées les « sœurs Poliakoff » :
- Olga (1928-2009), dite Olga Varen, comédienne et réalisatrice de télévision ;
- Étiennette ou Tatiana (1930-1980), dite Odile Versois, actrice ;
- Militza (1932-1988), dite Hélène Vallier, actrice ;
- Marina (née en 1938).

Selon l'édition du 11 juin 1955 de Paris Match, l'initiale V, commune aux quatre pseudonymes choisis avec ses sœurs correspondrait au V de « Victoire ».
Vladimir de Poliakoff et Militza Envald, avec leurs quatre enfants à charge, ont une situation économique difficile en France. Vladimir travaille comme ouvrier à l'usine Frigorifique de Clichy.
Marina entre dans l'école de danse de l'Opéra, menant aussi des études secondaires adaptées.
En 1949, elle fait la une de la revue La Vie catholique illustrée(numéro 186) pose la question « Ce petit rat deviendra-t-il une étoile ? », en page 17 de la revue).

### Carrière cinématographique

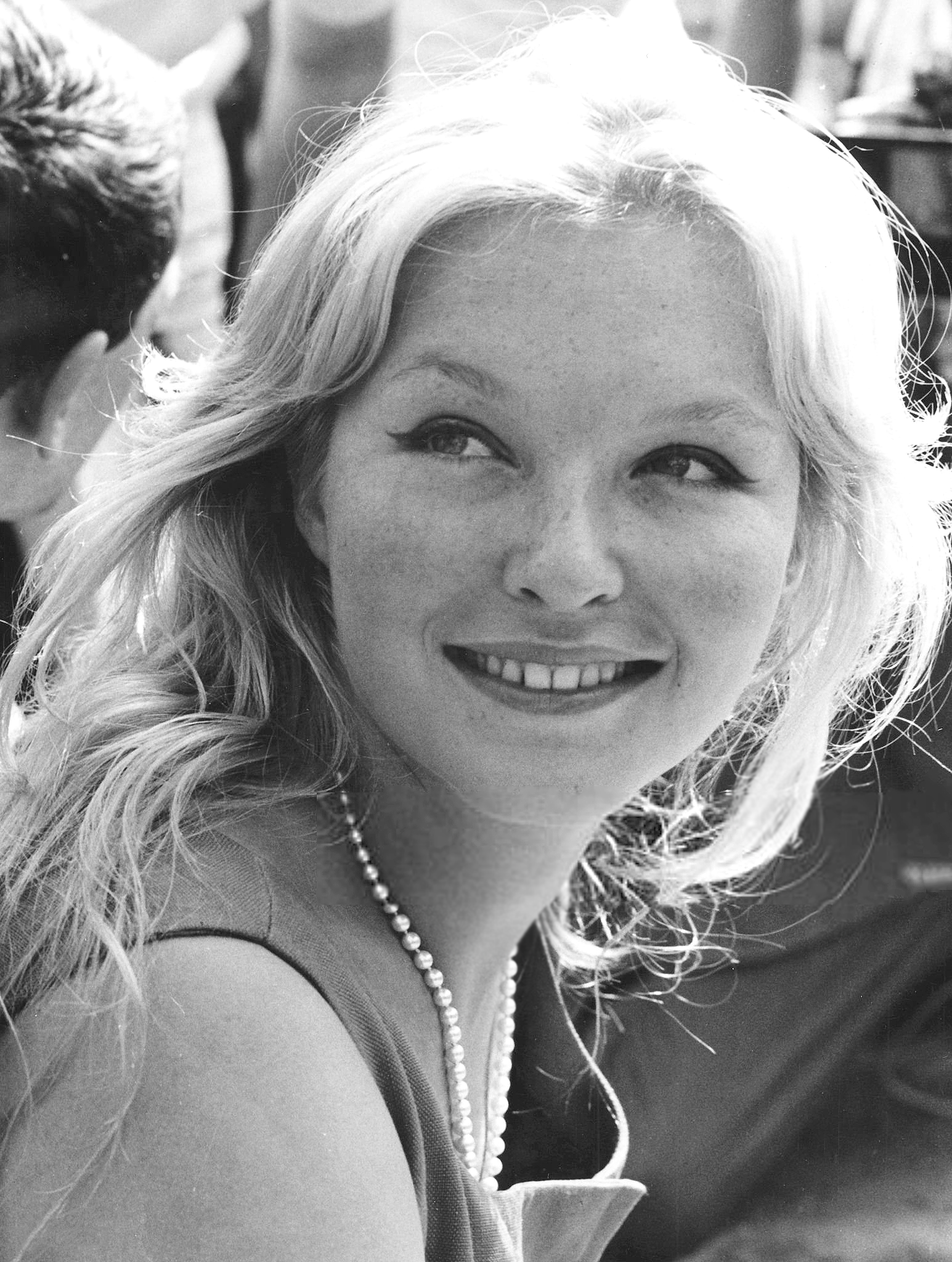
La comédienne en 1959 à la Mostra de Venise (Italie).

Marina Vlady débute au cinéma en 1949 (dans le rôle de « Marie-Tempête ») et perce dès 1954 dans Avant le déluge d'André Cayatte, remarquée notamment pour sa beauté. Elle devient aussitôt une des principales jeunes premières du cinéma français, aussi à l'aise dans la comédie (Sophie et le Crime de Pierre Gaspard-Huit) que dans le drame et le film noir, même si La Sorcière d'André Michel avec Maurice Ronet (l'un des films dont elle demeure très fière) ne rencontre pas un grand succès public.
Elle tourne ensuite plusieurs films diversement accueillis sous la direction de Robert Hossein, avec qui elle forme un des couples très en vue, notamment Toi, le venin (1959, où Marina a pour partenaire sa sœur Odile Versois). Selon le Dictionnaire du cinéma français, le premier de ces films, Les salauds vont en enfer, écrit par Frédéric Dard, « a au moins le mérite de la nouveauté » et un « climat étrange, violent, érotique » qui le caractérise. Le couple se retrouve aussi dans Crime et Châtiment de Georges Lampin, La Sentence de Jean Valère et Les Canailles de Maurice Labro d'après James Hadley Chase. Les quatre films de Hossein « permettent [à Marina] de relancer une image de marque qui avait beaucoup de mal à convaincre le public. »

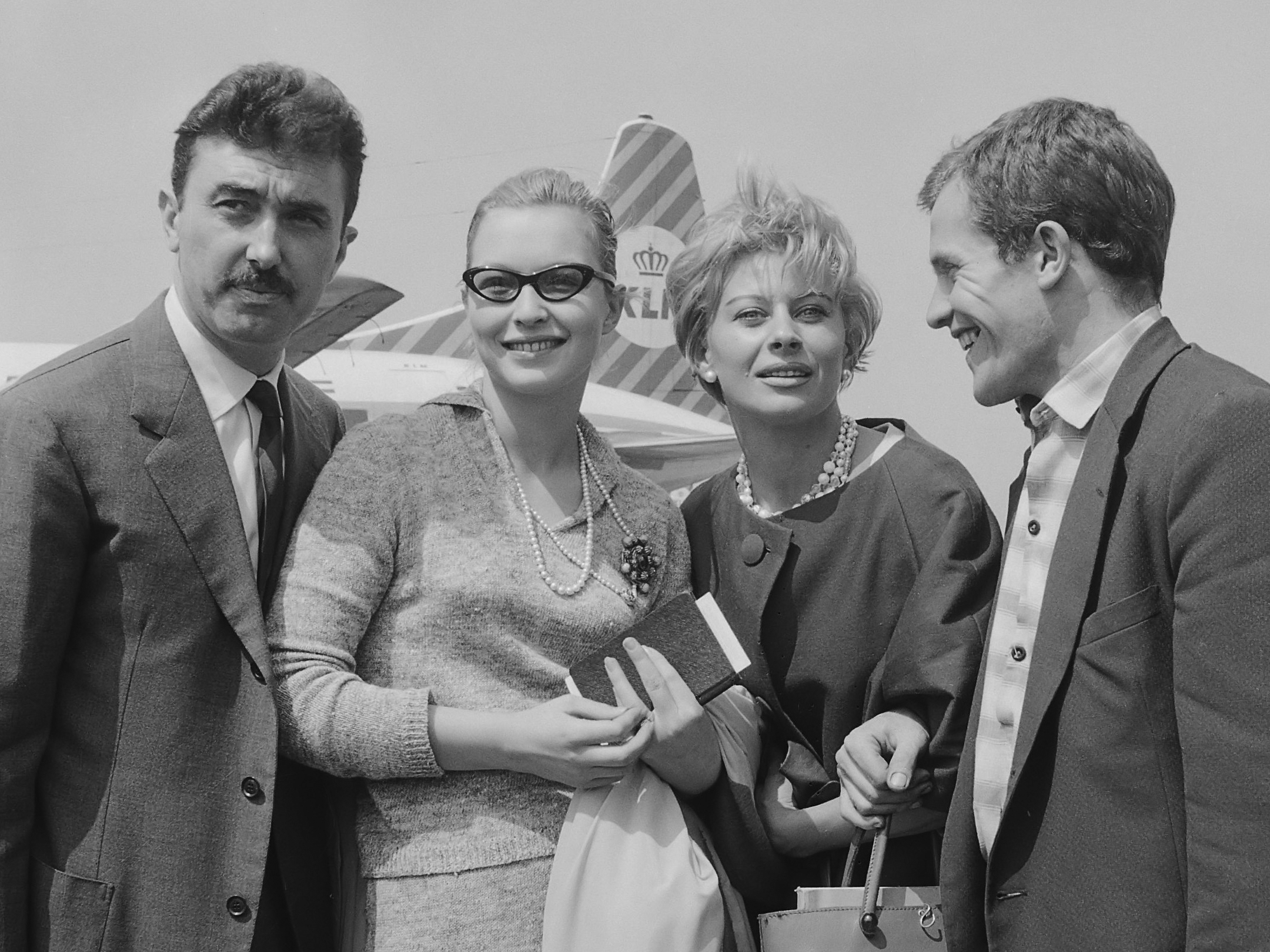
De g. à d., le réalisateur Luciano Emmer, les acteurs Marina Vlady, Magali Noël et Bernard Fresson à l'aéroport d'Amsterdam-Schiphol le 1 juin 1960, en marge du tournage de La Fille dans la vitrine.

En 1961, La Princesse de Clèves de Jean Delannoy, adaptation luxueuse de l'œuvre de Madame de La Fayette, mais qu'une certaine critique française juge « trop académique », réaffirme son statut de star capable de porter un film sur ses seules épaules. Le film met en évidence la « distinction » de Marina Vlady jusque-là plutôt considérée comme une sorte de « bombe érotique » dotée d'un tempérament dramatique.
Suivent Adorable Menteuse et On a volé la Joconde de Michel Deville, et le très cynique Les Bonnes Causes du vétéran Christian-Jaque.
En Italie, la star s'illustre dans La Fille dans la vitrine de Luciano Emmer et surtout, avec Ugo Tognazzi, dans Le Lit conjugal (1963) de Marco Ferreri (sa composition dans ce dernier film lui vaut une large reconnaissance critique et un prix d'interprétation à Cannes), sous la direction de Steno dans Les Aventures et les Amours de Casanova et, plus tard, aux côtés d'Alberto Sordi dans Contestation générale de Luigi Zampa (1970) et dans Le Malade imaginaire de Tonino Cervi (1979) ;
En 1965, son ami Orson Welles lui offre le rôle de Kate Percy, Lady Hotspur, dans Falstaff. L'année suivante, Atout cœur à Tokyo pour OSS 117 de Michel Boisrond fait déjà figure d'exception dans une carrière essentiellement vouée aux films d'auteur.
Au cours de sa carrière de star à l'écran, Marina Vlady a interprété notamment Caroline Esterházy dans Symphonie inachevée (1954) et Marie-Antoinette dans La Nuit de l'été de Jean-Claude Brialy à la télévision en 1979.
Au milieu des années 1960, Marina Vlady apparaît en tête d'affiche du film de Jean-Luc Godard, Deux ou trois choses que je sais d'elle, et fait montre d'une exigence rare, en privilégiant des œuvres d'auteurs français et étrangers, : Mona, l'étoile sans nom d'Henri Colpi, Le Temps de vivre de Bernard Paul, Un amour de Tchekhov de Sergueï Ioutkevitch, Sirocco d'hiver de Miklós Jancsó, La Nuit bulgare de Michel Mitrani…
Parallèlement à sa carrière d'actrice, Marina Vlady chante. Entre 1967 et 1968, avec ses sœurs, sous le nom de scène « Les Sœurs Poliakoff », elle enregistre deux disques de chansons dont Le Poirier, le sorbier, Dounia, Chanson Orange, obtient le grand prix international du disque Charles-Cros. En 1973, Marina Vlady enregistre seule, entre autres titres, Le Voleur de chevaux, qui connaît un succès à la radio.
Dans les années 1970 et 1980, elle alterne comédies populaires (Tout le monde il est beau, tout le monde il est gentil de Jean Yanne, Twist again à Moscou de Jean-Marie Poiré) et films d'auteurs internationaux, au succès moindre (Elles deux de Marta Meszaros, Tangos, l'exil de Gardel de Fernando Solanas).
En 1974, elle joue la maîtresse du Régent (Philippe Noiret) dans Que la fête commence... de Bertrand Tavernier et, en 1989, donne la réplique à Marcello Mastroianni (trente-cinq ans après Jours d'amour de Giuseppe De Santis) dans Splendor d'Ettore Scola.
Son éclectisme la pousse aussi vers des entreprises atypiques à caution littéraire telles que Les Jeux de la comtesse Dolingen de Gratz de Catherine Binet (d'après Bram Stoker et Jules Verne) et l'adaptation libre du roman érotique d'Apollinaire, Les Exploits d'un jeune Don Juan de Gianfranco Mingozzi, ou vers des films plus politiques — Le Complot de René Gainville ou Follow Me de Maria Knilli — travaillant aussi bien en Russie qu'au Japon ou en Grèce.
En 2011, après quatorze années d'absence sur les grands écrans, Marina Vlady revient dans un des rôles principaux de Quelques jours de répit de et avec Amor Hakkar.
Le Dictionnaire du cinéma français évoque « les traits réguliers et lumineux, le visage botticellien, la grâce naturelle » de Marina Vlady, en s'interrogeant sur la responsabilité de sa beauté dans le déroulement d'une carrière en deçà des promesses.
En 2018, elle est présidente du jury du Festival 2 Cinéma 2 Valenciennes.

### Télévision, théâtre et écriture

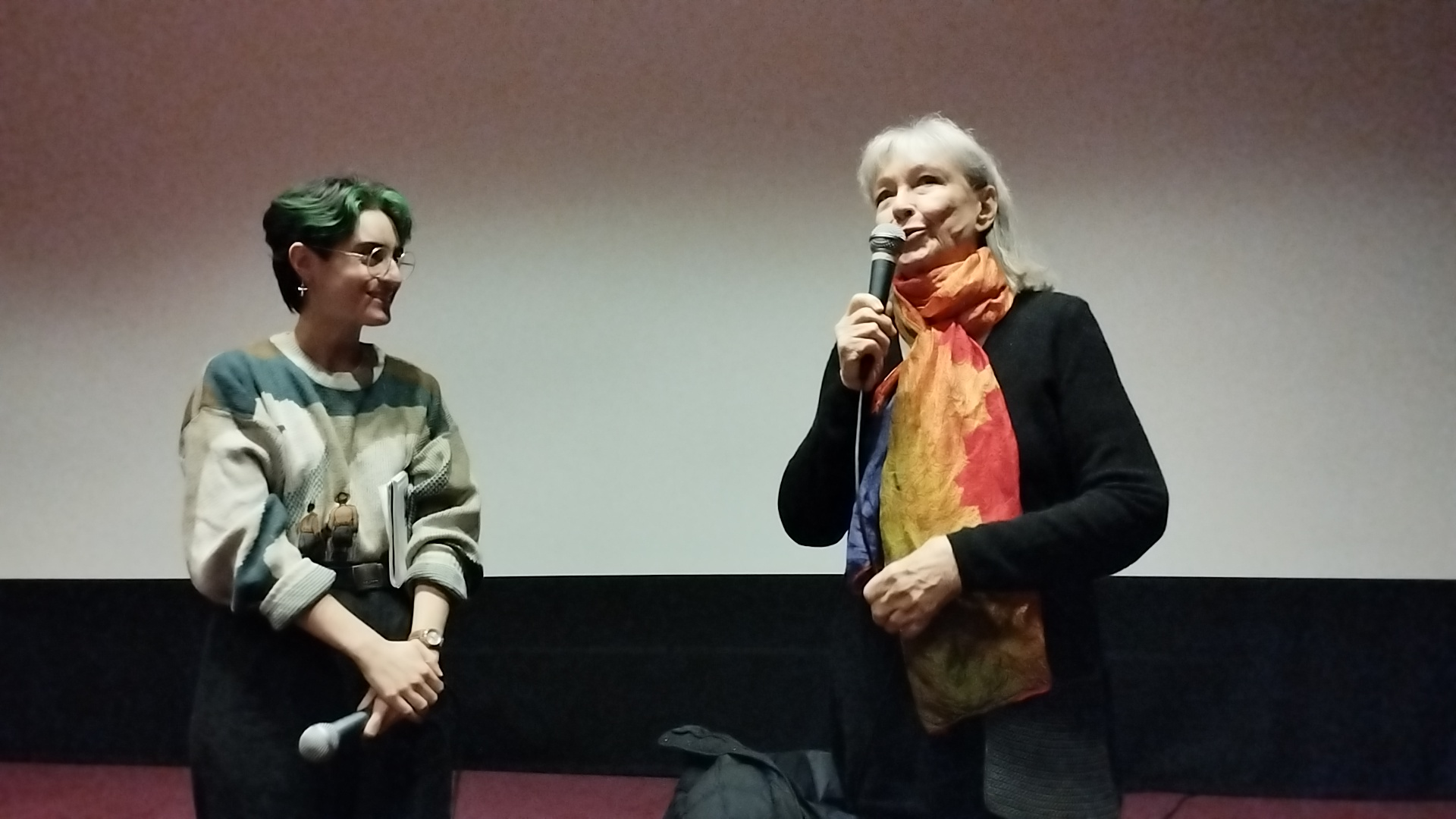
Marina Vlady présentant La Princesse de Clèves à la Cinémathèque française, en novembre 2023.

Marina Vlady a considérablement ralenti son activité sur le petit écran qui lui a offert, après Les Petites Demoiselles de Michel Deville (1964), de très nombreuses occasions de mise en valeur. Ici encore l'actrice privilégie l'exigence, à travers la littérature et l'histoire. Elle paraît ainsi dans Le Roman du samedi : L'Agent secret de Marcel Camus (1981) d'après Joseph Conrad, Lorelei de Jacques Doniol-Valcroze (1982) d'après Maurice Genevoix, Les Secrets de la princesse de Cadignan de Jacques Deray, adaptation d'Honoré de Balzac par Jean-Claude Carrière, Fort comme la mort d'après Guy de Maupassant, La Chambre des dames de Yannick Andréi adapté du roman de Jeanne Bourin qui remporte un triomphe, Les Beaux Quartiers adapté de Louis Aragon, Condorcet écrit par Élisabeth Badinter, Victoire ou la Douleur des femmes de Nadine Trintignant, Résurrection de Paolo et Vittorio Taviani (2001) d'après Léon Tolstoï. Douze ans après ce dernier, elle revient sur le petit écran dans le téléfilm Trois femmes en colère, tiré du roman de Benoîte Groult.
Ensuite, la comédienne se consacre surtout à l'écriture (treize livres à partir de 1979, dont un essai, plusieurs romans et ses mémoires en 2005) et à la scène, où elle avait débuté avec Robert Hossein en 1957 ; à compter de 1992, elle interprète successivement : Éric-Emmanuel Schmitt ; Tchekhov ; une adaptation de son livre Vladimir ou le Vol arrêté, consacré à son ex-compagnon Vladimir Vyssotski ; Jacques Audiberti.

### Vie privée
De 1955 à 1959, Marina Vlady est mariée au comédien et metteur en scène Robert Hossein, avec qui elle a deux fils, Pierre et Igor.
Elle épouse en 1963 Jean-Claude Brouillet, aviateur, ancien résistant et entrepreneur dans le transport aérien, dont elle a un enfant, Vladimir. Le couple divorce en 1966.
En 1970, après deux ans de vie commune, elle se marie en troisièmes noces avec Vladimir Vyssotski, poète, acteur et chanteur soviétique, avec lequel elle vit en URSS jusqu'à la mort prématurée de celui-ci, à 42 ans, en 1980. En 2006, elle chantera son amour pour Vladimir Vyssotski au théâtre des Bouffes-du-Nord dans un récital intitulé Vladimir ou le vol arrêté, d'après son livre paru en 1987.
Elle vit ensuite pendant vingt-trois ans avec le médecin cancérologue Léon Schwartzenberg, jusqu'à la mort de ce dernier en 2003.

### Engagements
Dans les années 1970, elle est membre de la présidence de l'association France-URSS.
Engagée à gauche (elle adhère notamment au PCF en 1968) et pour le féminisme, elle est l'une des signataires du manifeste des 343, paru dans Le Nouvel Observateur, le 5 avril 1971.
Le 30 novembre 2015, elle est parmi les signataires de l'Appel des 58 : « Nous manifesterons pendant l'état d'urgence »,.

## Jeu d'actrice
Marina Vlady est décrite dans la biographie que lui consacre Première en ces termes : « Blonde, réservée, sachant jouer de son charme slave, [...]. Ses traits réguliers et lumineux, son visage « botticellien », sa grâce naturelle ont certes été un atout dans sa carrière, mais aussi peut-être un handicap. On l'a toujours soupçonnée d'être à la recherche d'un rôle qui lui convienne parfaitement, aussi bien au cinéma qu'au théâtre ou à la télévision. Cette actrice « rare » n'acceptait, on le sent bien, qu'à contrecœur, de se plier comme tant d'autres à des interprétations standardisées. »

## Filmographie

### Cinéma
- 1949 : Orage d'été de Jean Gehret : Marie-Tempête
- 1950 : Due sorelle amano de Jacopo Comin
- 1952 : Pardon My French de Bernard Vorhaus : Jacqueline
- 1952 : Dans la vie tout s'arrange de Marcel Cravenne : la petite Jacqueline
- 1952 : Les Chasseurs alpins d'Oreste Biancoli : Gemma Vianello
- 1952 : La Fille du diable (La figlia del diavolo) de Primo Zeglio : Graziella, fille du Comte Terzi
- 1953 : Les Infidèles (Le Infedeli) de Steno et Mario Monicelli : Marisa
- 1953 : Des gosses de riches (Fanciulle di lusso) de Bernard Vorhaus : Eljay
- 1953 : L'Âge de l'amour (L'età dell'amore) de Lionello De Felice : Annette
- 1953 : Chansons, chansons, chansons (Canzoni, canzoni, canzoni) de Domenico Paolella : la jeune aimée
- 1953 : Marco la Bagarre (Musoduro) de Giuseppe Bennati : Lucia Giardano
- 1954 : Avant le déluge d'André Cayatte : Liliane
- 1954 : Elle (Sie) de Rolf Thiele : Céline
- 1954 : Jours d'amour (Giorni d'amore) de Giuseppe De Santis et Leopoldo Savona : Angela Cafalla
- 1955 : Les Aventures et les Amours de Casanova (Le avventure di Giacomo Casanova) de Steno : Fulvia
- 1955 : Le Crâneur de Dimitri Kirsanoff : Juliette
- 1955 : Sophie et le Crime de Pierre Gaspard-Huit : Sophie
- 1955 : Symphonie inachevée (Sinfonia d'amore) de Glauco Pellegrini : la comtesse Caroline Esterhazy
- 1955 : Les salauds vont en enfer de Robert Hossein : Éva
- 1956 : La Sorcière d'André Michel : Ina
- 1956 : Pardonnez nos offenses de Robert Hossein : Dédée
- 1956 : Crime et châtiment de Georges Lampin : Lili Marcellin
- 1958 : Liberté surveillée d'Henri Aisner et Vladimír Vlček (cs) : Éva
- 1959 : Toi, le venin de Robert Hossein : Éva Lecain
- 1959 : La Sentence de Jean Valère : Catherine
- 1959 : La Nuit des espions de Robert Hossein : Elle
- 1960 : Les Canailles de Maurice Labro : Hélène Chalmers
- 1961 : La Princesse de Clèves de Jean Delannoy : la princesse de Clèves
- 1961 : La Fille dans la vitrine (La ragazza in vetrina) de Luciano Emmer : Else
- 1962 : Adorable Menteuse de Michel Deville : Juliette
- 1962 : La Steppe (La steppa) d'Alberto Lattuada : la comtesse Dranitsky
- 1962 : Climats de Stellio Lorenzi : Odile Marcenat
- 1962 : Les 7 péchés capitaux, sketche L'Orgueil de Roger Vadim : Catherine Lartigue
- 1963 : La Cage de Robert Darène : Isabelle
- 1963 : Les Bonnes Causes de Christian-Jaque : Catherine Dupré
- 1963 : Le Meurtrier de Claude Autant-Lara : Ellie
- 1963 : Le Lit conjugal (Una storia moderna: l'ape regina) de Marco Ferreri : Regina
- 1963 : Dragées au poivre de Jacques Baratier : la fille radio-taxi
- 1965 : Mes femmes américaines (Una moglie americana) de Gian Luigi Polidoro : Nicole
- 1965 : Falstaff (Campanadas a medianoche) d'Orson Welles : Kate Percy
- 1966 : On a volé la Joconde (Il ladro della Gioconda) de Michel Deville : Nicole
- 1966 : Atout cœur à Tokyo pour OSS 117 de Michel Boisrond : Eva Wilson
- 1966 : Mona, l'étoile sans nom d'Henri Colpi : Mona
- 1967 : Deux ou trois choses que je sais d'elle de Jean-Luc Godard : Juliette Jeanson
- 1969 : Le Temps de vivre de Bernard Paul : Marie
- 1969 : Un amour de Tchekhov (Syuzhet dlya nebolshogo rasskaza) de Sergueï Ioutkevitch : Lika
- 1969 : Sirocco d'hiver (Sirokkó) de Miklós Jancsó : Maria
- 1970 : Contestation générale (Contestazione generale) de Luigi Zampa : Imma, la caissière
- 1970 : Pour un sourire de François Dupont-Midy : Véronique
- 1971 : Sapho ou la Fureur d'aimer de Georges Farrel : Françoise Legrand dite « Sapho »
- 1972 : La Nuit bulgare de Michel Mitrani : Marthe Tarset
- 1972 : Tout le monde il est beau, tout le monde il est gentil de Jean Yanne : madame Thulle
- 1973 : Le Complot de René Gainville : Christiane
- 1975 : Sept Morts sur ordonnance de Jacques Rouffio : Muriel Losseray
- 1975 : Que la fête commence... de Bertrand Tavernier : Madame de Parabère
- 1977 : Elles deux (Ök ketten) de Márta Mészáros : Mari
- 1978 : Le Mystère du triangle des Bermudes (The Bermuda Triangle) de René Cardona Jr. : Kim Marvin
- 1979 : Duos sur canapé de Marc Camoletti : Jacqueline, la dentiste
- 1979 : Le Malade imaginaire (Il malato immaginario) de Tonino Cervi : Lucrezia
- 1980 : L'Œil du maître de Stéphane Kurc : Isabelle de Brabant
- 1981 : L'Ogre de Barbarie de Pierre Matteuzzi : Rachel
- 1981 : Les Jeux de la comtesse Dolingen de Gratz de Catherine Binet : la mère de la fillette
- 1984 : Bis später, ich muss mich erschiessen de Vojtěch Jasný : Rosa Vonaparte
- 1984 : Bordelo de Níkos Koúndouros : Rosa Vonaparte
- 1985 : Tangos, l'exil de Gardel de Fernando Solanas : Florence
- 1986 : Twist again à Moscou de Jean-Marie Poiré : Natacha Tataïev
- 1986 : Les Exploits d'un jeune Don Juan (L'iniziazione) de Gianfranco Mingozzi : madame Muller
- 1986 : Una casa in bilico d'Antonietta De Lillo et Giorgio Magliulo : Maria
- 1986 : Laughter in the Dark de Laszlo Papas
- 1986 : Il sapore del grano de Gianni Da Campo
- 1988 : Notes pour Debussy - Lettre ouverte à Jean-Luc Godard de Jean-Patrick Lebel
- 1989 : Splendor d'Ettore Scola : Chantal
- 1989 : Follow Me de Maria Knilli : Ljuba
- 1991 : Le Vampire (Пьющие кровь, Pyushchye krovy) de Ievgueni Tatarski
- 1992 : Rêves de Russie (O-roshiya-koku suimu-dan (おろしや国酔夢譚?)) de Jun'ya Satō : la princesse Ekaterina
- 1996 : Le Fils de Gascogne de Pascal Aubier : elle-même
- 1996 : Anemos stin poli de Petros Sevastikoglou : Simone
- 1997 : Jeunesse de Noël Alpi : miss Alice
- 2004 : Nissim dit Max de Pierre Léon et Vladimir Léon (documentaire) : elle-même
- 2010 : Quelques jours de répit d'Amor Hakkar : Yolande
- 2016 : L'Air d'un oubli d'Olivier Fély-Biolet (court métrage) : Clara

### Télévision
- 1954 : La Belle au bois dormant de Pierre Badel : la princesse (court métrage)
- 1964 : Les Petites Demoiselles de Michel Deville (court métrage)
- 1974 : Les Charmes de l'été de Robert Mazoyer : Pauline (mini-série)
- 1978 : Les Deux Berges de Patrick Antoine : Marcelline Dorval
- 1978 : La Nuit de l'été de Jean-Claude Brialy : la reine Marie-Antoinette
- 1982 : Fort comme la mort de Gérard Chouchan : Any de Gilleroy
- 1982 : Les Secrets de la princesse de Cadignan de Jacques Deray, d'après Honoré de Balzac : la marquise d'Espard
- 1985 : Cités à la dérive : Rapessou
- 1986 : À la recherche du capitaine Grant (В поисках капитана Гранта) de Stanislav Govoroukhine : Marko Vovtchok
- 1983 : La Chambre des dames de Yannick Andréi : Mathilde Brunnel (série)
- 1989 : Condorcet de Michel Soutter (mini-série)
- 1991 : La Montagne de diamants : Anna
- 1996 : Dans un grand vent de fleurs de Gérard Vergez : Alexandrine Garlande (mini-série)
- 1998 : Tous les papas ne font pas pipi debout de Dominique Baron : Grany
- 2000 : Victoire ou la Douleur des femmes de Nadine Trintignant : Natasha
- 2001 : Résurrection des Frères Taviani : la grande-duchesse
- 2014 : Trois femmes en colère de Christian Faure : Alice
- 2016 : Sam de Valérie Guignabodet : Élisabeth (saison 1)
- 2018 : Tu vivras ma fille de Gabriel Aghion : Élise

## Théâtre
- 1957 : Vous qui nous jugez de Robert Hossein, mise en scène de l'auteur, théâtre de l'Œuvre
- 1957 : Jupiter de Robert Boissy, mise en scène Jacques-Henri Duval, théâtre des Célestins
- 1966 : Les Trois Sœurs d'Anton Tchekhov, mise en scène André Barsacq, théâtre Hébertot
- 1983 : Erendira et la grand-mère diabolique de Gabriel García Márquez, mise en scène Augusto Boal, théâtre de l'Est parisien
- 1992 : Sarcophagus de Vladimir Gubariev, adaptation Éric-Emmanuel Schmitt, mise en scène Jean-Luc Tardieu, maison de la culture de Loire-Atlantique, Nantes
- 1994 : La Source bleue de Pierre Laville, mise en scène Jean-Claude Brialy, théâtre Daunou
- 1999 : La Cerisaie d'Anton Tchekhov, mise en scène Georges Wilson, espace Cardin
- 2006 et 2007 : Vladimir Vyssotski ou le Vol arrêté, mise en scène Jean-Luc Tardieu, théâtre des Bouffes-du-Nord
- 2009 : Vladimir Vyssotski ou le Vol arrêté, mise en scène Jean-Luc Tardieu, théâtre Meyerhold (Moscou), invité par le théâtre de la Nation
- 2009-2010 : Les Dames du jeudi de Loleh Bellon, mise en scène Christophe Lidon, Centre national de création d'Orléans (2009) et théâtre de l'Œuvre (2010)
- 2014 : Le Cavalier seul de Jacques Audiberti, mise en scène Marcel Maréchal, théâtre 14 Jean-Marie-Serreau

## Discographie
- 1967 : Les Sœurs Poliakoff, Le Poirier, le Sorbier, Dounia, Chanson orange, EP 45 tours 4 titres, chantés avec ses sœurs, La Voix de son maître (EGF 948), grand prix international du disque Charles-Cros.
- 1968 : Les Sœurs Poliakoff, Les chemins lointains, Cou Cou, L'accordéon, Le long de la rivière, EP 45 tours, 4 titres, Chantés avec ses sœurs, La Voix de son maître (EGF 1014)
- 1973 : Il est à moi, Le Voleur de chevaux, 45 tours (S 2 titres) CBS (1356)
- 1974 : Vlady Vissotsky, 33 tours, 12 titres chantés avec Vladimir Vyssotski, réédité en 2007 CD Le Chant du monde
- 1981 : Berceuse cosaque, La jeune fille se promenait dans les bois, Berceuse pour endormir l'orage, Petite berceuse, chantées en russe, Le Chant du monde, réédition sur compilation Éternelle Russie, 3 CD Sélection du Reader's Digest 3058 (1995)

## Publications
- C'était Catherine B., récit sur la vie de Catherine Binet (compagne de Georges Perec), éditions Fayard, Paris, 2013.
- Le Fol Enfant, récit, éditions Fayard, Paris, 2009  (ISBN 9782213637006)
- Sur la plage, un homme en noir, roman, éditions Fayard, Paris, 2006  (ISBN 2213628858)
- 24 images/seconde, mémoires, éditions Fayard, Paris, 2005  (ISBN 2213623589)
- Ma cerisaie, roman, éditions Fayard, Paris, 2001  (ISBN 2213610096)
- Du cœur au ventre, récits, éditions Fayard, Paris, 1996  (ISBN 2213596433)
- Le Voyage de Sergueï Ivanovitch, roman, éditions Fayard, Paris, 1993  (ISBN 2213030561)
- Le Collectionneur de Venise, roman, éditions Fayard, Paris, 1990  (ISBN 9782213025421)
- Récits pour Militza, récit, éditions Fayard, Paris, 1989  (ISBN 2213023204)
- Vladimir Vyssotski, Jean-Jacques Marie, préface de Marina Vlady, Éditions Seghers, coll. « Poésie et chansons », 240 p., 1989,
- Vladimir ou le Vol arrêté, récit, éditions Fayard, Paris, 1987  (ISBN 2213020620)
- Ballades, poésies, de Vladimir Vissotsky, préface de Marina Vlady, Les Éditions de Janus, Paris, 2003 (ISBN 291266814X).
- Les Jeunes Filles, roman de Vladimir Vyssotski, avant-propos de Marina Vlady, éditions Alinea, 1989  (ISBN 2904631860)
- Babouchka, récit, coécrit avec Hélène Vallier, Odile Versois et Olga Varen, éditions Fayard, Paris, 1979  (ISBN 2-213-59644-1)

## Distinctions

### Récompenses
- 1954 : prix Suzanne-Bianchetti pour Avant le déluge d'André Cayatte
- 1963 : prix d'interprétation féminine du Festival de Cannes pour Le Lit conjugal (Una storia moderna: l'ape regina) de Marco Ferreri
- 1970 : prix Étoiles de cristal dans la catégorie « meilleure actrice » par l'Académie du cinéma français pour Le Temps de vivre de Bernard Paul
- 2008 : prix Reconnaissance des cinéphiles pour l'ensemble de sa carrière remis par l'association Souvenance de cinéphiles à Puget-Théniers (Alpes-Maritimes)

### Décorations
- 16 juin 1994[10] :  Commandeur de l'ordre des Arts et des Lettres
- médaille Pouchkine.